# Enver Faja
Enver Faja (ur. 6 kwietnia 1934 w Tiranie, zm. 30 września 2011 w Strasburgu) – albański architekt i dyplomata.

## Życiorys
W roku 1953 przyjechał do Polski. Po zaliczeniu pierwszego roku studiów na Wydziale Architektury Politechniki Gdańskiej, w latach 1954-1958 kontynuował studia na Politechnice Krakowskiej. W 1958 powrócił do kraju. W 1960 obronił pracę dyplomową na Uniwersytecie Tirańskim.
W latach 1961–1985 był pracownikiem naukowym Katedry Architektury na Uniwersytecie Tirańskim. W roku 1985 powołał do życia katedrę urbanistyki na uniwersytecie, którą kierował do 1991. Był współautorem projektu Narodowego Muzeum Historycznego i Cmentarza Poległych za Ojczyznę, a także planu dzisiejszego miasteczka studenckiego Uniwersytetu Tirańskiego. W latach 1991–1992 pracował jako główny architekt Tirany.
W 1992 przyjechał do Polski jako pierwszy niekomunistyczny ambasador Republiki Albanii w Polsce, od 1994 akredytowany także na Ukrainie. Swoją misję w Polsce zakończył we wrześniu 1997. Po powrocie do Albanii pełnił funkcję dziekana Wydziału Architektury na uniwersytecie UFO w Tiranie.
W życiu prywatnym był żonaty (żona Suzana pracowała jako nauczyciel języka albańskiego), miał dwoje dzieci (syna i córkę).
Odznaczony Orderem Naima Frasheriego II kl.
Zmarł po długiej chorobie w szpitalu w Strasburgu.

## Teksty w języku polskim
- Kultura Albanii, Księgarnia Akademicka, Kraków 1998.
- Od Ilirów do socrealizmu, Przegląd Albański 1997 (2), s.13-18.